# 海口魚

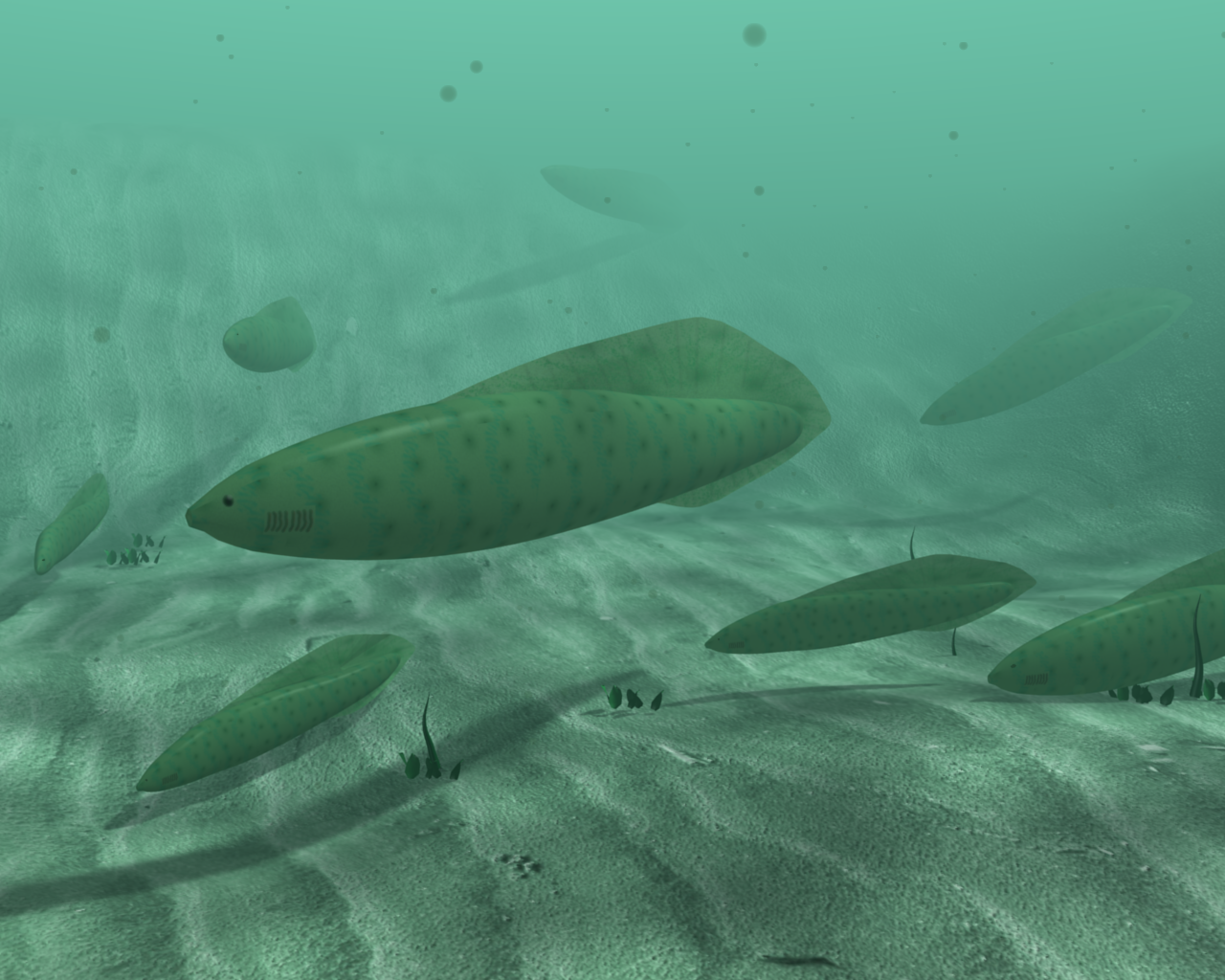
海口魚的想像圖

海口鱼（Haikouichthys，/ˌhaɪkuːˈɪkθɪs/）是一種原始的类似魚類的古生物，屬於無頜總綱。其下只有一個物種，就是耳材村海口魚（H. ercaicunensis）。
牠的化石於云南的澄江动物群（帽天山层）被發現，溯源于寒武纪，被認為是至今发掘的最古老的鱼类。牠的發現對古生物學及動物源流的學說有極大的影響，因為牠把科學家原先預計脊椎動物出現的時期早推至5億年前。
支序分類學研究顯示海口魚可能是原始的無頷總綱，最接近七鳃鳗。長約25毫米，较在同一位點發現的昆明魚更修长。完模標本是在中國雲南昆明筇竹寺組發現。
海口鱼整体呈纺锤形，有明显的头部和躯干。头部具部分软骨，具单鼻孔及单个嗅囊，亦具耳囊软骨，头部有至少6个、可能多达9个鳃弓。躯干分节，和昆明鱼一样，有双V型肌节。有明显的背鳍。可能有脊索，但是標本只保存了一小段。具肛后尾。背鰭指向頭部，現今的魚類中亦有少數是這樣的。海口魚亦有腹鰭，可能成对。在腹部有13個環狀結構，估計是生殖腺，而这种“重复型”生殖腺只出现在更早的脊索动物文昌鱼上，圆口类已经具有成对的生殖腺。其骨骼並沒有生物礦化的跡象。据测游动能力较强，因为同时被发现的其它生物多浮游，如西大虫，由此猜测化石由突发的风暴掩埋而形成。大多数标本发现自从地层的细砂/粉砂岩层（约3毫米厚）和上覆泥岩层（可达50毫米厚）的交接处。标本在这一“浅湾”中常表现有方向选择性，往往与地层的方向平行，但斜埋在泥岩层中的部分通常比在相邻粉砂岩层中的部分保存得更好。

## 外部連結
- 以下網址有這種生物的更多圖片及詳細資料：
  - Waking Up to the Dawn of Vertebrates, Science News Online (11/6/99) （页面存档备份，存于）
  - Oldest fossil fish caught （页面存档备份，存于）